# Syngonanthus schlechteri
Syngonanthus schlechteri är en gräsväxtart som beskrevs av Wilhelm Willy Otto Eugen Ruhland. Syngonanthus schlechteri ingår i släktet Syngonanthus och familjen Eriocaulaceae.

## Underarter
Arten delas in i följande underarter:
- S. s. appendiculatus
- S. s. schlechteri